# Championnats d'Europe de gymnastique aérobic 2001
Navigation
Édition précédente Édition suivante
Les championnats d'Europe de gymnastique aérobic 2001, deuxième édition des championnats d'Europe de gymnastique aérobic, ont eu lieu en 2001 à Saragosse, en Espagne.